# Testpyramide
Die Testpyramide (engl. Test Automation Pyramid) ist ein von Mike Cohn entwickeltes Konzept zum Testen von Anwendungen: Während Unit-Tests häufig und schnell erfolgen sollen, sollen komplexere und langsamere Integrations- und Systemtests seltener und weniger häufig durchgeführt werden.

## Konzept
Das Konzept systematisiert Testverfahren nach Schnelligkeit und verursachten Kosten. Auf der untersten Ebene ordnet es die schnellen Unit Tests ein, die mit wenig Aufwand durchgeführt werden können. Entsprechend häufig sollten sie erfolgen und entsprechend viel Anteil an allen Tests sollen sie einnehmen. Sie bilden die untere, breite Basis der Pyramide.
Auf der zweiten Stufe folgen die Integration Tests, um kritische Schnittstellen zu prüfen, und auf der obersten Stufe die System Tests, die als langsam und wartungsintensiv gelten. Da sie damit auch relativ teuer zu realisieren sind, sollten sie möglichst bewusst eingesetzt und geplant werden.

## Anti-Pattern
Moderne Testframeworks wie z. B. Selenium erleichtern das Schreiben von Integrations- und Systemtests, wodurch sie häufiger eingesetzt werden. In der Folge können Unit-Tests zunehmend durch die Integrations- und Systemtests verdrängt werden, was aber die Tests komplexer macht. Da sie mehr Zeit benötigen, kann es vorkommen, dass Teams ihre Software seltener Testen, was sich negativ auf die Codequalität auswirken kann. Fachlich wird vom Ice-Cream Cone Anti-Pattern (Eiswaffel) gesprochen.